# زوبانچی
زوبانچی (به لاتین: Zubanchi) یک منطقهٔ مسکونی در روسیه است که در شهرستان داخادایفسکی واقع شده‌است.